# えのあきら
えの あきら（3月30日 - ）は、日本の漫画家。男性。趣味はバイクと釣り。元本田技研工業のデザイナーで、オートバイについて造詣が深い。1987年頃デビュー。

## 経歴
同人活動、アンソロジーへの投稿作品を経て、いわゆる「美少女系」で活躍、『サンデーGX』で『ジャジャ』の連載を始めてから「美少女系」からは遠ざかっている。デビューからしばらくは「江野あきら」「えのあきら」「江野晃」と同じ読みで字が違う複数のペンネームを使用していたが、現在は実名のひらがな表記の「えのあきら」に統一している（バイカーズ・ステーション誌のイベントに参加した際に本人の写真が実名のキャプション付きで紹介されている）。同人サークルTEAM COMPACTAに寄稿していた時代のペンネームはENOSHI。

## 連載作品
- ジャジャ
- モーターサイクル・フェティシズム：『Bikers Station』連載のイラストコラム

## 単行本
- 夢の中でも：フランス書院、全1巻、1994年。
- 艶笑：富士美出版、全1巻、1994年。
- ぺかぺかの洋航娘：富士美出版、全2巻、1995年 - 1996年。蒼竜社（再版）、全2巻、1999年。
- まっかな嘘：茜新社、全1巻、1996年。
- オルラ 吸血美少女：富士美出版、全1巻、1997年。
- 少女幻想怪錦絵：ワニマガジン社、全1巻、1997年。
- 夢の中から：フランス書院、全1巻、1998年。
- クレイジー・ダイヤモンド：フランス書院、全1巻、1998年。
- オルラSP：富士美出版、全1巻、1998年。
- 愛し合う二人?：双葉社、全1巻、1999年。
- 吸血鬼カーラ：富士美出版、全1巻、1999年。
- FLYINGTEAPOT：ワニマガジン社、全1巻、2000年。
- らんなばうと：富士美出版、全1巻、2001年。
- ジャジャ（JyaJya）：小学館、既刊37巻、2001年 - 現在連載中。オートバイラブコメ漫画。
- ミニじゃじゃ：小学館、全2巻、2017年、上記ジャジャのスピンオフ作品。

## 未単行本化
- クレイジートレイン：ライダーコミック連載　1990年10月号～1992年7月号。
- 鳴神艶遊奇耽：スーパーロリポップ連載　1994年3月号～1994年9月号(5月号休載)。